# Москвинское
Москвинское — село в Талицком городском округе Свердловской области, Россия.

## Географическое положение
Село Москвинское Талицкого городского округа Свердловской области находится на расстоянии 28 километров (по автотрассе в 38 километрах) к север-северо-западу от города Талица, по обоим берегам реки Чёрная (левый приток реки Юрмыч, бассейн реки Пышма).

## Петро-Павловская церковь
В 1858 году была заложена каменная, однопрестольная церковь, главный храм которой был освящен во имя апостолов Петра и Павла в 1878 году. Церковь была закрыта в 1932 году и впоследствии снесена.

## Население
| 2002 | 2010 | 2021 |
| ---- | ---- | ---- |
| 81   | ↘35  | ↘8   |